# Imperial College London
Das Imperial College London (voller Name: The Imperial College of Science, Technology and Medicine) ist eine 1907 gegründete Technische Hochschule und Universität in London. Es ist eine der forschungsstärksten und renommiertesten Universitäten der Welt. Zu den Absolventen und Dozenten zählen 15 Nobelpreisträger, 3 Fields-Medaillenträger, 74 Fellows der Royal Society und 84 Fellows der Royal Academy of Engineering.
In verschiedenen Bewertungen für akademische Institutionen erreicht die Universität regelmäßig Spitzenpositionen auf nationaler und internationaler Ebene; so belegte Imperial im QS World University Ranking 2025 den 1. Platz im Vereinigten Königreich und den 2. Platz im weltweiten Vergleich. Es gibt drei Fakultäten: Ingenieurwissenschaften, Naturwissenschaften und Medizin, ergänzt durch eine Business School, die Imperial College Business School. Sie ist neben der London School of Economics, dem King’s College London, der University College London und den Universitäten Oxford und Cambridge eine der sechs Golden Triangle Universitäten. 
Imperial unterhält zahlreiche Partnerschaften mit führenden deutschen Universitäten, wie zum Beispiel der RWTH Aachen und der Technischen Universität München. Die Universität hat eine aktive deutsche Gesellschaft mit über hundert Mitgliedern.
Bis 2007 war sie wie die zuvor genannten Universitäten 100 Jahre lang Mitglied der Universität London, ist seither jedoch eigenständig. Sie ist nach Stiftungsvermögen eine der drei reichsten Universitäten von London. Präsident ist Hugh Brady.

## Geschichte

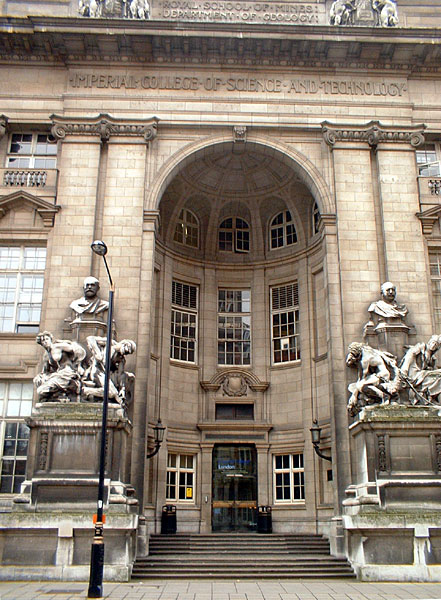
Eingangsportal des Imperial College, London

Die Gründung erfolgte 1907 durch einen Zusammenschluss des City and Guilds College, der Royal School of Mines sowie des Royal College of Science.
Ende des letzten Jahrhunderts haben sich die medizinische Fakultät des St Mary’s Hospital (1988) sowie das National Heart and Lung Institute (1995) und die medizinischen Fakultäten von Charing Cross und Westminster (1997) zur Imperial College School of Medicine zusammengeschlossen. Am 1. August 2000 schlossen sich das Wye College und das Kennedy Institute of Rheumatology mit dem College zusammen. Das Kennedy Institute wurde ein Bereich der medizinischen Fakultät und das Wye College ist nun bekannt als der Imperial College Wye Campus.
Die traditionelle Abschlussfeier aller Imperial-Studenten eines Jahrgangs findet in der Royal Albert Hall statt.
Das Imperial College ist eine der Trägerorganisationen des Francis Crick Institute.

## Ranking und Ansehen
Im Times Higher Education World University Ranking rangiert die Universität auf Platz 10 weltweit im Jahr 2020. In der Subkategorie Medizin liegt die Universität weltweit auf Platz 4, in der Informatik auf Platz 7, in den Ingenieurwissenschaften auf Platz 11, in den Naturwissenschaften auf Platz 11, in den Biowissenschaften auf Platz 16 und im Reputationsranking von 2020 auf Platz 23.
In den Financial Times Rankings liegt die Fakultät für Wirtschaftswissenschaft (Imperial College Business School) auf Platz 18 in der Kategorie European Business Schools. Das MSc in Management Program erreichte im Management Ranking 2011 der Financial Times den 1. Platz in Großbritannien und liegt weltweit auf Platz 13. Im FT MBA Ranking befindet sich die ICBS auf Rang 37 und liegt auf Platz 4 in der Spezialisierung Entrepreneurship. Das MSc in Finance Program liegt weltweit auf dem 8. Platz in den FT Rankings 2011. In den Bloomberg Businessweek Rankings für European Business Schools erreichte die ICBS den 14. Platz.
In den QS World University Rankings (2010) findet sich das Imperial College London weltweit auf Platz 7. In der Subkategorie Medizin und Biowissenschaften wird die Universität auf Platz 11 gesehen, in Ingenieurwissenschaften und IT auf Platz 6 und in den Naturwissenschaften auf Platz 11 weltweit. Gemäß dem Shanghai Ranking (2010) der chinesischen Jiaotong-Universität in Shanghai liegt die Universität auf Platz 4 in Europa.
Gemäß dem alle 5 Jahre durchgeführten britischen Research Assessment Excercise (2008), welches über die Allokation von finanziellen Zuwendungen von öffentlichen Institutionen an Universitäten entscheidet, wurden 73 % der Publikationen am Imperial College London als international ‚weltweit führend‘ (4*) oder ‚exzellent‘ (3*) eingestuft. Das ist der höchste Anteil von Universitäten mit mehreren Fakultäten in ganz Großbritannien.
Laut der Higher Education Statistics Agency und der Sunday Times erhielten Absolventen des Department of Computing des Imperial College London 2008 durchschnittlich die höchsten Einstiegsgehälter von IT-Absolventen und die zweithöchsten Einstiegsgehälter aller Absolventen aller Institutionen und Fachrichtungen in Großbritannien.

## Campus

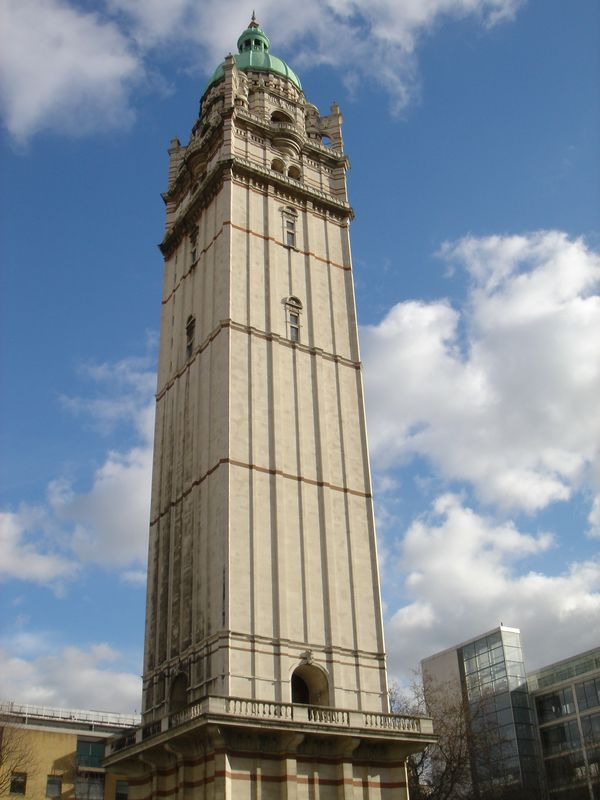
Der Queen’s Tower im Zentrum des South Kensington Campus

Imperials Hauptcampus liegt im noblen Londoner Stadtteil South Kensington, in einer Gegend, die durch ihre hohe Dichte an kulturellen und akademischen Einrichtungen auch als Albertopolis bekannt ist. In seiner Nachbarschaft liegen das Natural History Museum, das Science Museum, das Victoria and Albert Museum, das Royal College of Music, das Royal College of Art und die weltbekannte Royal Albert Hall. Der South Kensington Campus liegt nur 100 Meter vom Hyde Park entfernt. Praktisch jedes Gebäude ist über den Main Walkway erreichbar, den zentralen Weg durch den dichtbesiedelten Campus. An ihm befinden sich auch der Junior bzw. Senior Common Room (vergleichbar mit einer Mensa für Undergraduates bzw. Postgraduates und Mitarbeiter) sowie diverse Ladengeschäfte.
Weitere Universitätsgelände befinden sich in Silwood Park (bei Ascot) sowie bei Wye (nahe Ashford in Kent).

### Neue Gebäude

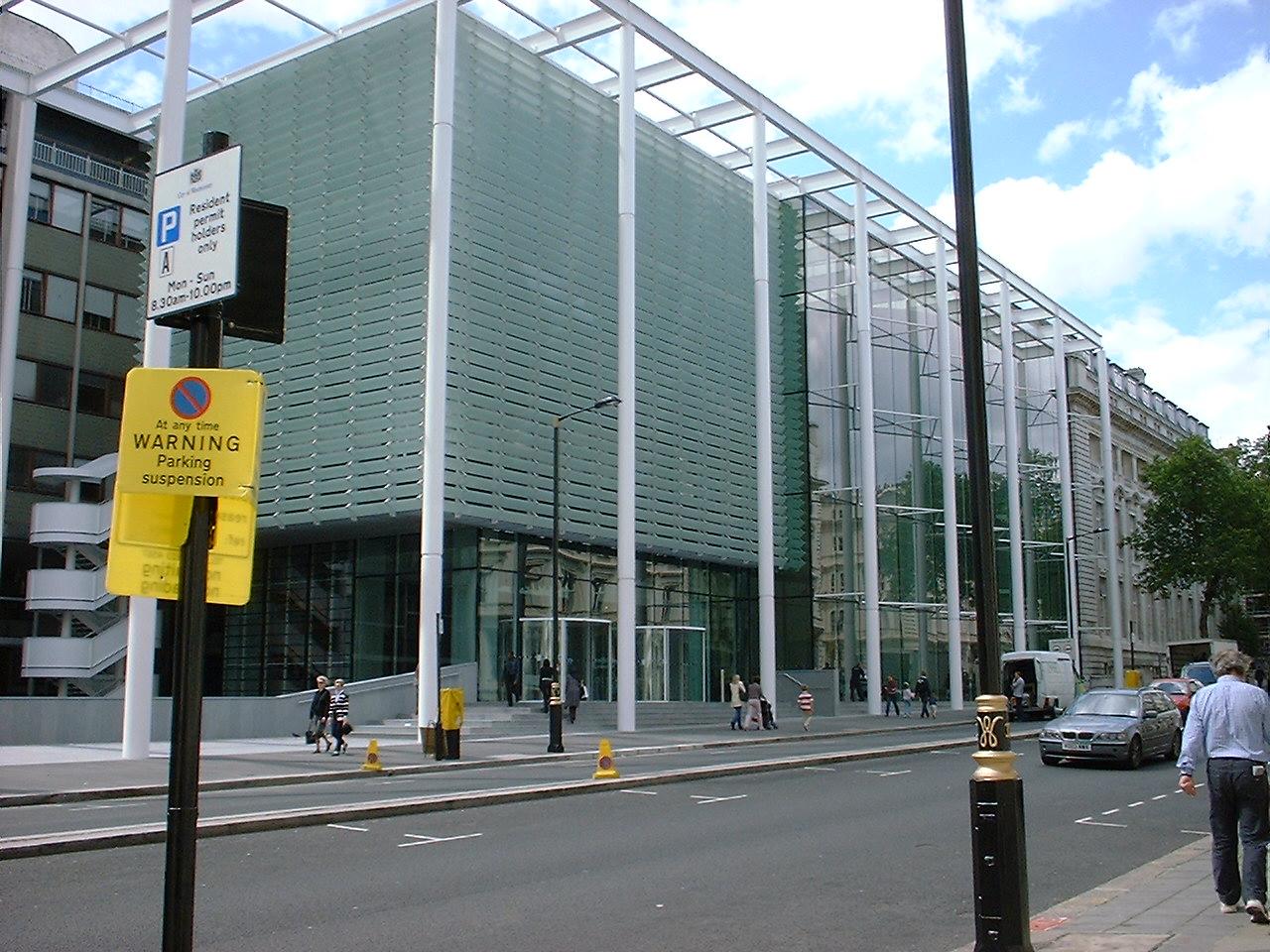
Die Imperial College Business School

Eine Spende von etwa 40 Millionen Euro durch den Alumnus Gary Tanaka im Jahr 2000 ermöglichte die Errichtung eines neuen Gebäudes der Management School, welche jetzt als Imperial College Business School bekannt ist. Es wurde wie das neue Gebäude für Life Sciences und das zentrale Verwaltungsgebäude vom Architekten Norman Foster entworfen. Die Business School gilt inzwischen als der imposante Haupteingang zum South Kensington Campus; sie wurde 2004 von Königin Elisabeth II. eröffnet.

### West Imperial
Im Jahre 2014 bewilligte der damalige Londoner Bürgermeister, Boris Johnson, die Ausweitung des Imperial College auf White City. Für den Bau des West Imperial, welches bereits teilweise eröffnet ist, wurden Mittel im Wert von über eine Milliarde Euro aufgewandt. Eine weitere Spende von etwa 45 Millionen Euro durch den Alumnus Michael Uren ermöglicht die Errichtung eines Biozentrums auf dem neuen Campus.

## Organisation

### Fakultäten
Das Imperial ist in drei Fakultäten und fünf Departements aufgeteilt.
Fakultät für Ingenieurwissenschaften
Aeronautik, Bioingenieurwesen, Chemieingenieurwesen, Bauingenieurwesen, Informatik, Geowissenschaft und Geoingenieurwesen, Elektrotechnik, Materialwissenschaft, Maschinenbau
Imperial College Business School
unterteilt in die Forschungs- und Lehrbereiche: Innovation and Entrepreneurship, Organisation and Management, Finance, Healthcare Management
Fakultät für Naturwissenschaften
unterteilt in: Chemie, Mathematik, Physik, Life Sciences (Biologie, Zell- und Molekularbiologie, molekulare Biowissenschaften), Centre for Environmental Policy
Fakultät für Medizin
Institute of Clinical Sciences, Imperial Cancer Research UK Centre, Department of Medicine, National Heart & Lung Institute, School of Public Health, Department of Surgery and Cancer, Singapore medical schoolm, Imperial College Healthcare NHS Trust, verschiedene Lehrkrankenhäuser in und um London, zum Beispiel das Epsom Hospital
Geisteswissenschaften
Graduate School of Engineering and Physical Sciences
Graduate School of Life Sciences and Medicine
Centre for the History of Science, Technology and Medicine
School of Professional Development

## Studierende
Von den 19.400 Studierenden des Studienjahres 2019/2020 waren 7.885 weiblich und 11.510 männlich. 2004/2005 waren es 11.152 Studierende gewesen, 2014/2015 6.200 Frauen und 10.410 Männer und insgesamt 16.610 Studierende. 2019/2020 kamen 8.505 Studierende aus England, 175 aus Schottland, 205 aus Wales und 3.140 aus der EU. 10.475 der Studierenden strebten 2019/2020 ihren ersten Studienabschluss an, sie waren also undergraduates. 8.925 arbeiteten auf einen weiteren Abschluss hin, sie waren postgraduates.

## Sonstiges
2006 fand die Gedächtnisweltmeisterschaft im Imperial College statt.
2013 besuchte der chinesische Staatspräsident Xi Jinping das Imperial College, um bilaterale Abkommen mit der Tsinghua-Universität zu unterzeichnen.
Das Imperial College London betrieb die Volunteer-Computer-App DreamLab.
Gemeinsam mit der Universität Oxford, der London School of Economics, der University of Cambridge und dem University College London bildet das Imperial College London die sogenannte Gruppe der G5-Universitäten.